# Алма Чарџић
Алма Чарџић (Маглај, 1968) босанскохерцеговачки је певачица поп и поп-фолк музике.
Музиком је почела да се бави јако рано, а већ као петнаестогодишња девојка освојила је прву награду на аматерском фестивалу „Студентско љето” у Маглају. Неколико година касније учествује на Југовизији 1992. где са песмом Љубав ће побиједити заузима десето место. Годину дана касније учествује и на босанскохерцеговачком избору за Песму Евровизије где се такмичи са песмом Сви на улице (и осваја друго место). Музички уредници тадашње РТВ БИХ одабрали су интерним путем Алму као представника те земље за Евросонг 1994. у Даблину. Алма је у главном граду Ирске наступила у дуету са Дејаном Лазаревићем, а њихова песма Остани крај мене заузела је 15. место са 39 освојених бодова.
Године 1996. објавила је први студијски албум под насловом Плаво око, а 1997. по други пут представља БиХ на Песми Евровизије, овај пут са песмом Goodbye аутора Милића Вукашиновића. У наредном периоду објављује албуме Душа (1998), Мало по мало (2001), Моје пјесме (2004) и Навикла на љубав (2008. године).